# Phoenix (etichetta discografica)
La Phoenix è stata una etichetta discografica italiana, attiva nella prima metà degli anni '80, di proprietà della Targa Italiana e della SAAR.
Il suo logo era costituito dalla stilizzazione di due ali.

## Storia
Fu fondata all'inizio degli anni '80 come etichetta per la stampa di dischi editi e prodotti dalla casa discografica SAAR e dalla Targa Italiana, con la quale condivideva anche la sede, in via Pasubio 6/8 a Milano, sia come prime edizioni che come ristampe di LP già precedentemente pubblicati da queste due realtà aziendali.
L'artista più noto della Phoenix è certamente Vasco Rossi, per cui ristampò, nel 1982, il LP ...Ma cosa vuoi che sia una canzone..., con grafiche nuove e due numeri di catalogo diversi (PHOC 71310 e PHOC 11310).
Oltre a questi, la Phoenix stampò una serie di raccolte, mix da discoteca 12 pollici, ed LP, principalmente di musica elettronica. Fra i non molti prodotti, il disco White and Black  di Taffy, ristampato nel 1983 direttamente da Targa Italiana (TAS 157) mentre l'artista passò alla Ibiza Records di Roberto Cecchetto ed altri progetti dietro cui si nascondevano musicisti italiani (è il caso di Deja Vù dei Klein&MBO, già stampato dalla Atlantic Records; gruppo in cui cantava Rossana Casale e Naimy Hackett e dei B.Funk, entrambi progetti di due dj italiani, al modo dell'ultima produzione:  Gimme Your Love di The Gongs Gang.
La sua presenza sul mercato si estese dal 1982 - anno della prima uscita - fino al 1986, riducendosi progressivamente.
Successivamente, alcune opere in catalogo vennero cedute a terzi.

## Dischi
La datazione qui riportata si basa sull'etichetta del disco o sulla copertina; qualora nessuno di questi elementi abbia una datazione, è basata sulla numerazione del catalogo; talora è, infine, basata sul codice della matrice di stampa. Se esistenti, sono riportati, oltre all'anno, il mese e il giorno (quest'ultimo dato si trova, a volte, stampato sul vinile).

### 33 giri e musicassette
Mentre per gli LP fu usato il codice PHOL, PHOF e PHOMIX era usato per i mix 12'', e PHOC o PHOK furono usati per le audiocassette
| Numero di catalogo LP/MC | Anno | Interprete                | Titoli                                 |
| ------------------------ | ---- | ------------------------- | -------------------------------------- |
| PHOC 71310               | 1982 | Vasco Rossi               | ...Ma cosa vuoi che sia una canzone... |
| PHOF 4000                | 1982 | Klein & MBO               | De-Ja-Vu                               |
| PHOK 94000               | 1982 | Klein & MBO               | De-Ja-Vu                               |
| PHOL 11310               | 1982 | Vasco Rossi               | ...Ma cosa vuoi che sia una canzone... |
| PHOMIX 310               | 1982 | Taffy                     | White and Black                        |
| PHOMIX 311               | 1982 | Taffy / Klein & MBO       | White & Black/Wonderful                |
| PHOMIX 312               | 1982 | B.Funk Featuring Sally O' | Blind Love                             |
| PHOF 4001                | 1983 | B.Funk Featuring Sally O' | Magic Spell                            |
| PHOMIX 313               | 1983 | The Gong's Gang           | Gimme your love                        |
| PHOMIX 314               | 1986 | Taffy                     | White and Black                        |